# Friedrich von Hohenlohe
Friedrich von Hohenlohe (mort le 21 décembre 1352) est prince-évêque de Bamberg de 1344 à sa mort.

## Biographie
Friedrich vient de la Maison de Hohenlohe. Cette maison est puissante, car, à la même époque, son frère Albrecht est évêque de Wurtzbourg de 1345 à sa mort en 1372 ; Albrecht a pour prédécesseur Gottfried III, son oncle, évêque de Wurtzbourg de 1314 à 1322.
Au moment de l'élection de Friedrich von Hohenlohe comme prince-évêque, le pape est Clément VI et l'empereur Louis IV. Friedrich suit le pape qui soutient Charles IV élu roi des Romains le 11 juillet 1346 par cinq prince électeurs avec l’appui du pape contre Louis IV. Charles IV récompense Friedrich von Hohenloheen étendant l'évêché vers le sud et l'est, notamment en donnant les propriétés de la maison de Schlüsselberg (de), éteinte après la mort au combat au château de Neideck de Konrad II von Schlüsselberg, soutien de Louis IV, en 1347.
Pendant son épiscopat, les Juifs sont persécutés et expulsés en 1348, accusés de l'épidémie de peste. L'évêque récupère la propriété des Juifs expulsés de son territoire. À la place de la synagogue, il fait construire la chapelle Sainte-Marie (de). Les Juifs pourront revenir à Bamberg en 1365.
L'épitaphe de Friedrich dans la cathédrale de Bamberg est remarquable, car elle ne représente pas l'évêque idéalisé, mais comme un vieil homme, marqué par l'âge. Ce tombeau servira de modèle pour celui de Friedrich II von Truhendingen.

## Source, notes et références
- (de) Cet article est partiellement ou en totalité issu de l’article de Wikipédia en allemand intitulé « Friedrich I. von Hohenlohe » (voir la liste des auteurs).